# Via d'escalada
Una via d'escalada és un camí pel qual un escalador arriba al cim d'una muntanya, d'una penya o d'un mur de gel. Les vies poden variar de manera radical en dificultat. Així, la tria d'una via és extremadament important, i els topos d'escalada comporten la Graduació de vies d'escalada, mapes detallats i fotografies de les vies.
Al començament de la pràctica de l'escalada, els escaladors desitjaven simplement arribar per qualsevol mitjà possible, i queden poques informacions sobre la manera com hi arribaven. Però, durant el segle xix, quan els exploradors dels Alps provaven cims cada vegada més durs, va resultar evident que la tria, per exemple, de la cara Est respecte a l'aresta Sud era la diferència entre l'èxit i el fracàs. Un exemple conegut és la primera ascensió del Cerví, que ha estat intentat diverses vegades sense èxit per la seva cara Sud, mentre que la via per l'aresta Nord (la més pròxima de Zermatt), encara que més abrupta, oferia una via més segura i no gaire més difícil que una escala.
Mentre que la tècnica es desenvolupava, i les muntanyes del món eren conquerides per les seves vies més fàcils, els escaladors van començar a desafiar-se ells mateixos buscant i intentant altres vies. Una vegada que totes les línies evidents van ser provades, els escaladors en buscaven de menys evidents, com les vies en pedra navegant entre el gel, o fines fissures recorrent una cara de la seva base al cim. Un element estètic va aparèixer igualment: una via fàcil però confusa, navegant d'esquerra a la dreta d'una cara, és menys desitjable que una via directa al llarg d'una aresta aèria.
Les vies d'escalada no-evidents o intel·ligents representen clarament la creació del (dels) escalador(s) al principi. De manera inevitable, escaladors enèrgics van ser empesos a recórrer moltes vies sobre una única muntanya o penya-segat, i va esdevenir la pràctica que el primer ascens d'una via li posi un nom. Això va aportar una nova faceta per a la creativitat, i els llocs d'escalada moderns tenen una diversitat sorprenent de noms de vies curiosos i divertits, sovint inspirats en temes mediambientals o cultura local. Els noms contenen sovint Joc de paraules.
Per a les vies d'alta muntanya, les caigudes de pedres i de gel canvien tant la muntanya que és pràcticament impossible donar altra cosa que una idea sumaria de la via (« pujar l'aresta fins a una torre negra, passar a sota pel costat dret, i pujar per un passadís nevat fins a l'aresta de la cimera »)
Les vies d'escalada en roca són per contra molt més estables, però la mala tria d'una fissura pot posar un escalador en una posició perillosa, així els topos d'escalada utilitzen fotografies amb línies dibuixades a sobre o els mapes topogràfics mostren una vista esquemàtica de la roca i de la via, amb diversos símbols per indicar la direcció de la fissura, la localització dels punts d'ancoratge, etc. Per a les vies de diverses longituds, el topo indicarà també la localització recomanada dels relleus.